# 日丹诺夫卡河
日丹诺夫卡河（俄语：Ждановка）是小涅瓦河两条分流之一，从彼得格勒岛和彼得罗夫斯基岛之间穿过，汇入小涅夫卡河；自东南向西北全长约2.2公里，多年平均水量為每秒14立方公尺。

## 历史
在18世纪初以前，这条小河未曾有过官方命名。民间曾称之为沼泽管(俄语：Болотный проток)，或者沿用彼得罗夫斯基岛的名字-彼得罗夫卡，或者叫做尼古拉斯小河(俄语：Никольская речка)(18世纪中)(得名于尼古拉圣母升天教堂，现称弗拉基米尔王子大教堂)。
现在的名称可以追溯到1778年，长期以来认为是源自当时的土地拥有者日丹诺夫兄弟-伊万和尼古拉。他们在此地建立了一家名叫“科学大师”的化学-药剂工厂，以生产桦木焦油，木醋，烧蓝(可能是一种伏特加-俄语俚语)。
地方志学者伊万诺夫(А. А. Иванов)发现，此名也可能由当时居住在附近的文员伊万·日丹诺夫和西门·日丹诺夫。

## 人文设施
两座跨河桥梁:
- 小彼得罗夫斯基
- 第四日丹诺夫斯基
- Красного Курсанта
- 日丹诺夫斯基